# Vel·lavis
Els vel·lavis o velauns (en llatí vellavi o vellavii o velauni) eren un poble gal. Són esmentats per Plini el Vell entre els pobles que consten al Trofeu dels Alps, però el seu territori no està determinat. Juli Cèsar els anomena Velauni o Vellavi, mentre Estrabó els dona el nom de Οὐελλαΐοι (vellaioi). En temps de Cèsar estaven sotmesos als arverns juntament amb els gabals. Claudi Ptolemeu els diu Οὐέλαυνοι ("velaunoi"), però els situa prop dels ausques, cosa impossible. Altres fonts els van situar als Alps, entre els nerusis i els suetri. Nogensmenys, el seu territori era probablement l'actual Velay.
La seva ciutat principal era Revessio o Ruessio, després Civitas Vellavorum o Vallava situada al lloc de la moderna Paulhan. August els va separar de la Gàl·lia Cèltica i els va agregar a Aquitània. Civitas Vellavorum va ser seu episcopal al segle iv, però aviat fou transferida a Anicium, que Gregori de Tours anomena Anis, i és el primer que en parla, i que fou l'origen de Puy. Altres llocs del territori eren: Aquis Segete, esmentat a l'Itinerari de Teodosi, a uns 15 km de Feurs al Forez, pel costat de Saint-Didier; Icidmago, a uns 40 km de Feurs i a 25 de Saint-Paulhan o Revessione, que seria la població d'Issingeaux o Ensingeaux; i Condate, a 20 km de Revessio, del costat de Saint-Privat.